# 男雌

男雌

男雌是一個外來詞，來自於英文中的「Hefemale」這個字彙。
意指經縮胸手術的女性得到了部分男性的生理特徵（胸部），但卻已去除掉了部分的女性生殖器。
也可說男雌為變性人。

## 相關
- 女雄
- 巴克·天使（Buck Angel）